# Benzydamine
La benzydamine (également connue sous le nom de Tantum Verde et sous la marque Difflam ou Septabène dans certains pays), disponible sous forme de sel chlorhydrate, est un anti-inflammatoire non stéroïdien (AINS) à action locale avec des propriétés anesthésiques et analgésiques locales pour le soulagement de la douleur et comme agent anti-inflammatoire des conditions de la bouche et de la gorge. Elle appartient à la classe de produits chimiques connus sous le nom d'indazole.

## Histoire
Le produit a été synthétisé en Italie en 1964 et commercialisé en 1966.

## Usages

### Usage médical
- Odonto stomatologie : gingivite, stomatite, glossite, ulcères aphteux, chirurgie dentaire et ulcération buccale due à la radiothérapie.
- Otorhinolaryngologie: fièvre glandulaire, pharyngite, amygdalite, post- amygdalectomie, radiothérapie ou mucite d'intubation.

Elle peut être utilisé seul ou en complément d'un autre traitement, ce qui donne la possibilité d'un effet thérapeutique accru avec un faible risque d'interaction.
Sur certains marchés, le médicament est fourni sous forme de crème en vente libre (Lonol au Mexique de Boehringer Ingelheim ) utilisée pour le traitement topique des troubles du système musculo-squelettique: entorses, foulures, bursite, tendinite, synovite, myalgie, périarthrite.

### Usage récréatif
La benzydamine a été utilisée à des fins récréatives. En cas de surdosage, il agit comme un délirant et un stimulant du SNC. Une telle utilisation, en particulier chez les adolescents, a été signalée en Pologne, en Roumanie et au Brésil,.

## Contre-indications
Il n'y a pas de contre-indication à l'utilisation de la benzydamine, à l'exception d'une hypersensibilité connue.

## Effets secondaires
La benzydamine est bien tolérée. Occasionnellement, un engourdissement des tissus buccaux ou des sensations de picotement peuvent survenir, ainsi que des démangeaisons, une éruption cutanée, un gonflement ou une rougeur de la peau, des difficultés à respirer et une respiration sifflante.

## Pharmacologie
Il se lie sélectivement aux tissus enflammés (inhibiteur de la prostaglandine synthétase) et est normalement exempt d'effets systémiques indésirables. Contrairement aux autres AINS, il n'inhibe ni la cyclooxygénase ni la lipooxygénase et n'est pas ulcérogène,.

### Pharmacocinétique
La benzydamine est mal absorbée par la peau et le vagin,.

## Synthèse
La synthèse commence par la réaction du dérivé N- benzylique de l' anthranilate de méthyle avec l'acide nitreux pour donner le dérivé N- nitroso. La réduction au moyen de thiosulfate de sodium conduit à l'hydrazine transitoire ( 3 ), qui subit une formation interne spontanée d'hydrazide. Le traitement de l'énolate de cet amide avec du 3-chloro-1-diméthylamkino propane donne la benzydamine ( 5 ). Veuillez noter qu'il y a une erreur dans cette section: le brevet US3318905 indique que le dérivé nitroso est réduit avec de l'hydrosulfite de sodium (dithionite de sodium) et non avec de l'hyposulfite de sodium (thiosulfate de sodium), comme indiqué dans le schéma ci-dessus et indiqué dans le texte.

,

Une synthèse alternative intéressante de cette substance commence par une réaction séquentielle de la N- benzylaniline avec du phosgène, puis avec de l'azide de sodium pour produire l'azide de carbonyle correspondant. Lors du chauffage, de l'azote est dégagé et un mélange séparable de produit d'insertion de nitrène et du kétoindazole souhaité en résulte. Cette dernière réaction semble être un produit de type réarrangement de Curtius pour produire un N-isocyanate #, qui se cyclise ensuite. L'alkylation de l'énol avec du méthylate de sodium et du chlorure de 3-diméthylaminopropyle donne la benzydamine.
En variante, l'utilisation de chloroacétamide dans l'étape d'alkylation suivie d'une hydrolyse acide produit à la place du bendazac.

## Recherche
Des études indiquent que la benzydamine a une activité antibactérienne in vitro notable et montre également une synergie en combinaison avec d'autres antibiotiques, en particulier les tétracyclines, contre les souches résistantes aux antibiotiques de Staphylococcus aureus et Pseudomonas aeruginosa,.
Il a également une activité cannabinoïde chez le rat encore inconnue chez l'homme. Il est également supposé agir sur les récepteurs 5-HT2A en raison de sa similitude structurelle avec la sérotonine.